# Umm-al-Qura-Universität
Die Umm-al-Qura-Universität (arabisch جامعة أم القرى Dschamiat Umm al-Qura, DMG Ǧāmiʿat Umm al-Qurā ‚Universität der Mutter aller Städte‘) ist eine öffentliche Universität in Mekka, Saudi-Arabien. „Umm al-Qura“ ist ein Beiname von Mekka und bedeutet „die Mutter der Städte“ – beruhend auf einem Koranzitat aus Sure 6, Vers 92. Die Universität wurde 1981 durch das königliche Dekret Nr. 39 (30. Juli 1981) aus Fakultäten der König-Abdulaziz-Universität gegründet.

## Fakultäten
- College of Applied Sciences
- College of Applied medical Science
- College of Arabic Language
- College of Community Service and Continuing Education
- College of Computers
- College of Da’wa and Usul-ud-Din
- College of Education (in Makkah)
- College of Education for Girls at Al-Qunfudah
- College of Education for Girls in Al Leith
- College of Education for Girls – Literature Sections
- College of Education for Girls – Domestic Economy
- College of Education for the Preparation of Female Teachers
- College of Engineering and Islamic Architecture
- College of Medicine
- College of Pharmacy
- College of Teacher Preparation in Al-Qunfudah
- College of Teacher Preparation in Makkah
- College of Shari`ah and Islamic Studies
- College of Social Sciences
- Faculty of Dentistry
- Institute of Scientific Research and Revival of Islamic Heritage
- Institute of Arabic Language for Non-Native Speakers